# Wyżnia Maszynka

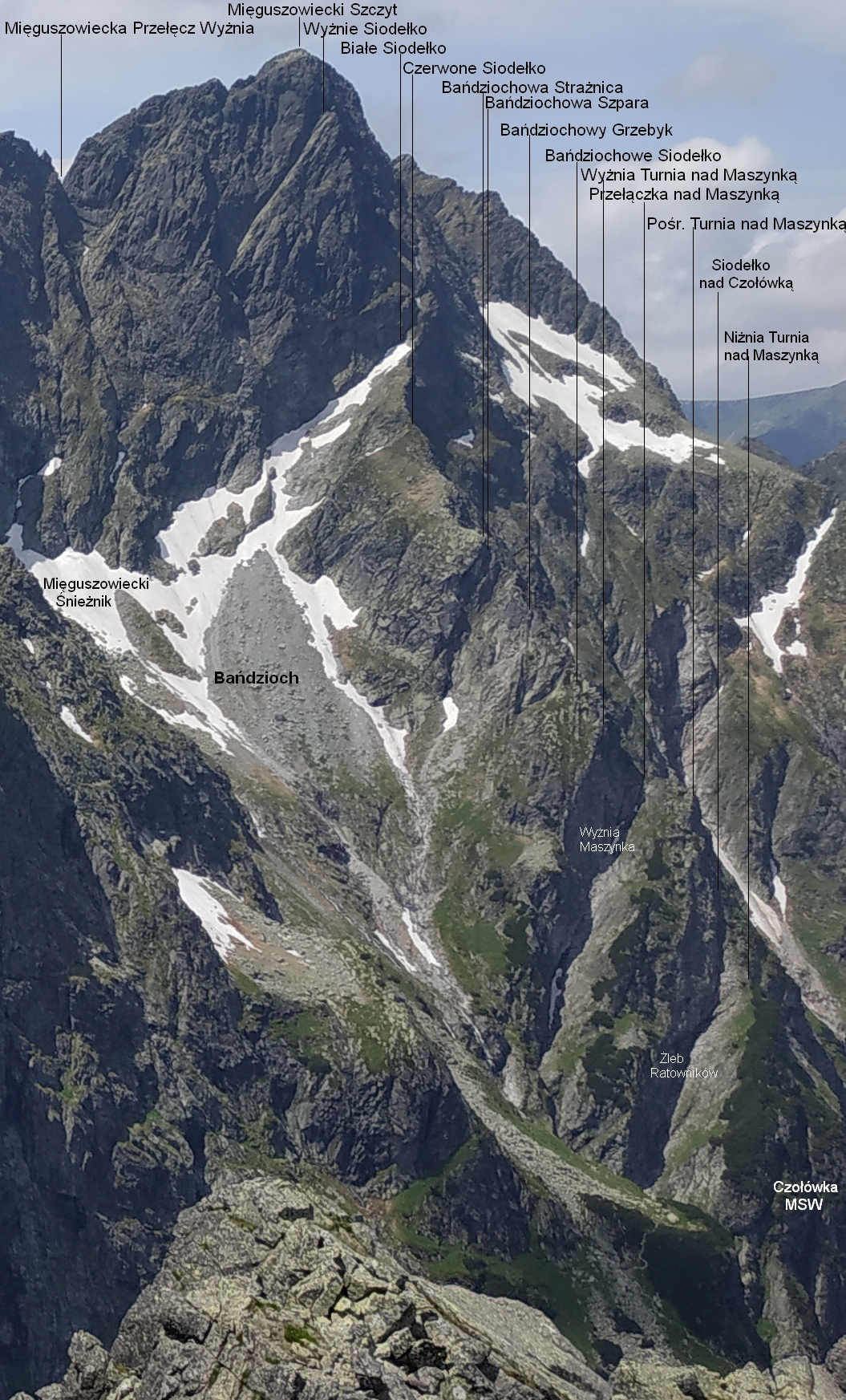

Wyżnia Maszynka – górna część żlebu Maszynka do Mięsa w polskich Tatrach Wysokich. Ma początek na Przełączce nad Maszynką (ok. 1910 m) na Mięguszowieckim Filarze i wcina się w jego orograficznie prawy stok. Wyżnia Maszynka opada w kierunku wschodnim. Ograniczenie jej głęboko wciętego skalnego koryta tworzą Wyżnia Turnia nad Maszynką i Pośrednia Turnia nad Maszynką.
Wyżnią Maszynką spadają czasami lawiny kamienne. Szczególnie niebezpieczna jest ściana Wyżniej Turni nad Maszynką, w której zdarzają się obrywy. Lawiny śnieżne Wyżnią Maszynką schodzą rzadko. Pomiędzy Wyżnią Maszynką a Maszynką do Mięsa znajduje się skalny próg o wysokości około 30 m. Zimą zazwyczaj jest całkowicie zaśnieżony.